# Golders Green (Metropolitano de Londres)

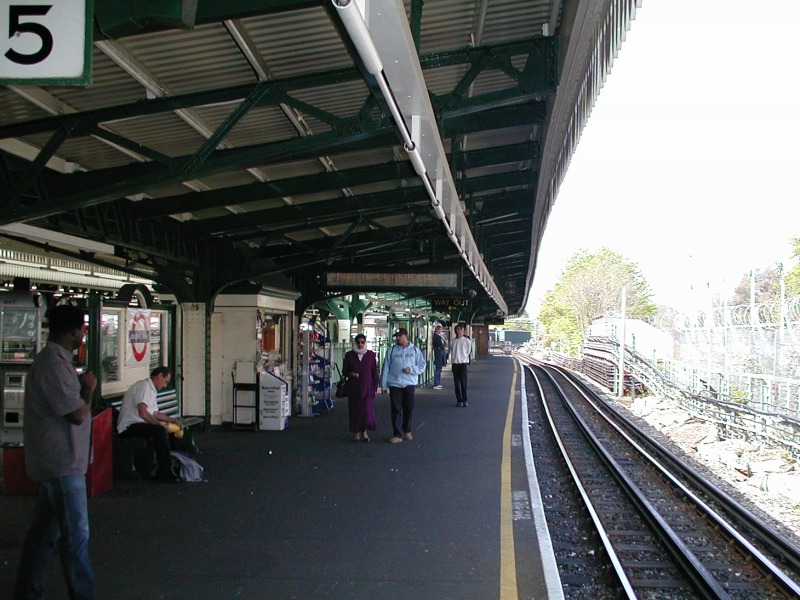
Plataforma da Estação Golders Green.

Golders Green é uma estação que pertence ao Metropolitano de Londres. Ela serve a linha Northern.

## História
A estação Golders Green foi inaugurada pela Charing Cross, Euston & Hampstead Railway (CCE&HR, agora parte da linha Northern) em 22 de junho de 1907. Era um dos dois terminais norte da ferrovia (sendo o outro em Archway) e também foi o local do pátio da ferrovia. No início do século XX, Golders Green era um pequeno hamlet rural com apenas algumas casas, mas a abertura da ferrovia estimulou um rápido boom de construção fazendo com que o número de casas e a população aumentassem muito.